# Cisa (Baja Navarra)

Escudo de Navarra

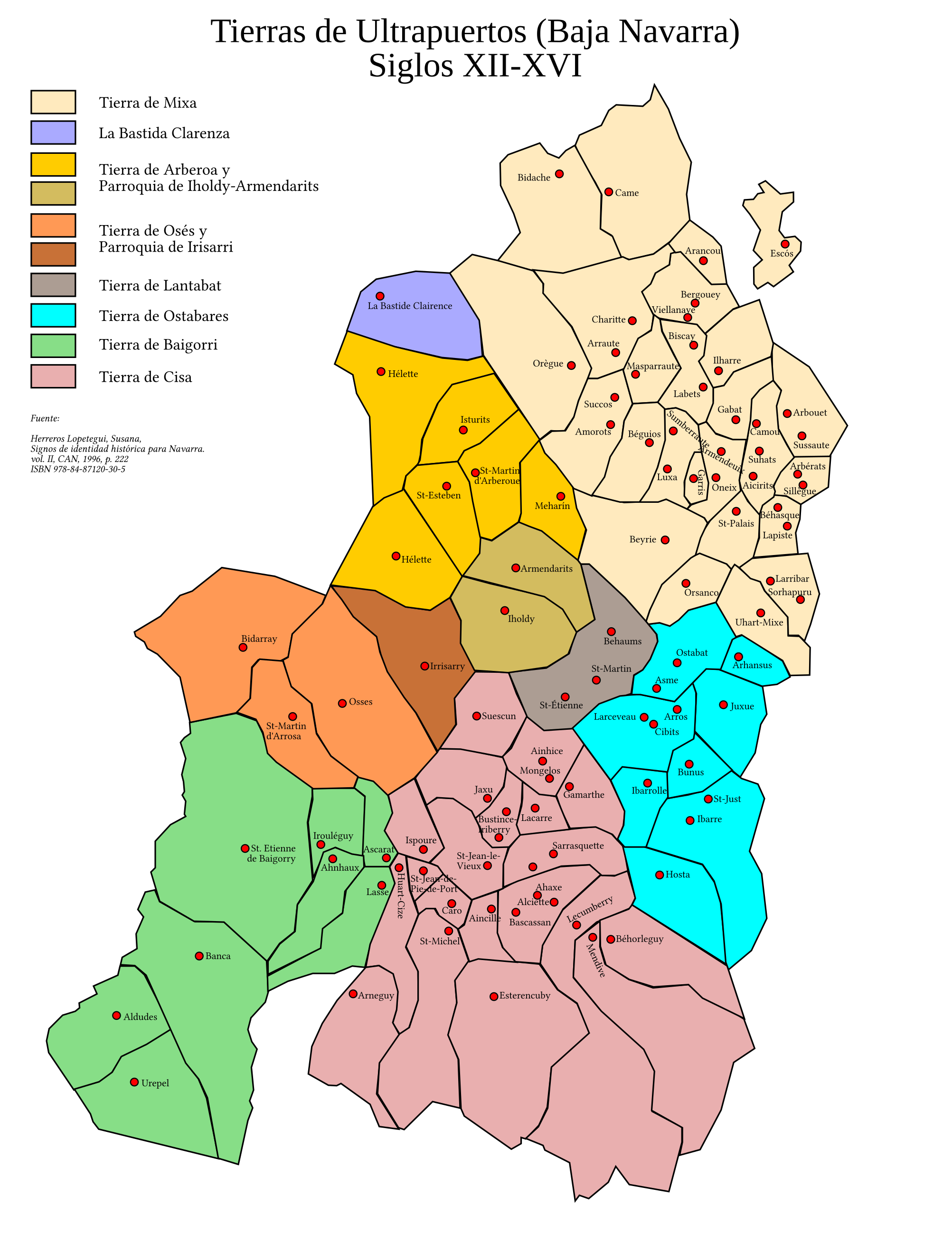
Tierras de Ultrapuertos (Baja Navarra) durante los siglos XII-XVI

La tierra o país de Cisa (Garazi en euskera) es una comarca histórica dentro de las Tierras de Ultrapuertos ahora conocidas como de la Baja Navarra, formado por el Valle Alto del Nive, en el departamento de Pirineos Atlánticos.

## Geografía

### Municipios
La Tierra de Cisa está formada actualmente por los municipios de:
- Ahaxe-Alciette-Bascassan
- Aincille
- Ainhice-Mongelos
- Arnéguy
- Béhorléguy
- Bussunarits
- Bustince-Iriberry
- Çaro
- Estérençuby
- Gamarthe
- Ispoure
- Jaxu
- Lacarre
- Lecumberry
- Mendive
- Saint-Jean-le-Vieux
- Saint-Jean-Pied-de-Port
- Saint-Michel
- Suhescun
- Uhart-Cize

### Límites
La Tierra de Cisa está limitada por:
- Oeste: por el valle de Baïgorry (comunas de Ascarat y Lasse),
- Noroeste: por el valle de Ossès,
- Norte: a través del valle de Arberoa (comunas de Irissarry e Iholdy)
- Noreste y este: por Ostabarret (municipios de Lantabat, Larceveau, Ibarrolle y Hosta),
- Sureste: por el Sola (comunas de Alçay y Larrau)
- Sur: por la alta Navarra, en España, (municipios de Valcarlos, Orbaiceta y Ochagavía).

### Fisonomía
Se llega por Bayona subiendo el Nive. Después de la mini garganta de Louhossoa, el valle se ensancha, las pendientes son empinadas, reinan los helechos y los castaños. Estamos en la montaña, estamos en Navarra. Es el país de los valles profundos, las tierras de ovejas, el país de las aldeas bien identificadas.

## Historia
Tempranamente, San Juan de Pie de Puerto obtuvo sus fueros. Era una villa franca, defendida directamente por el rey de Navarra.

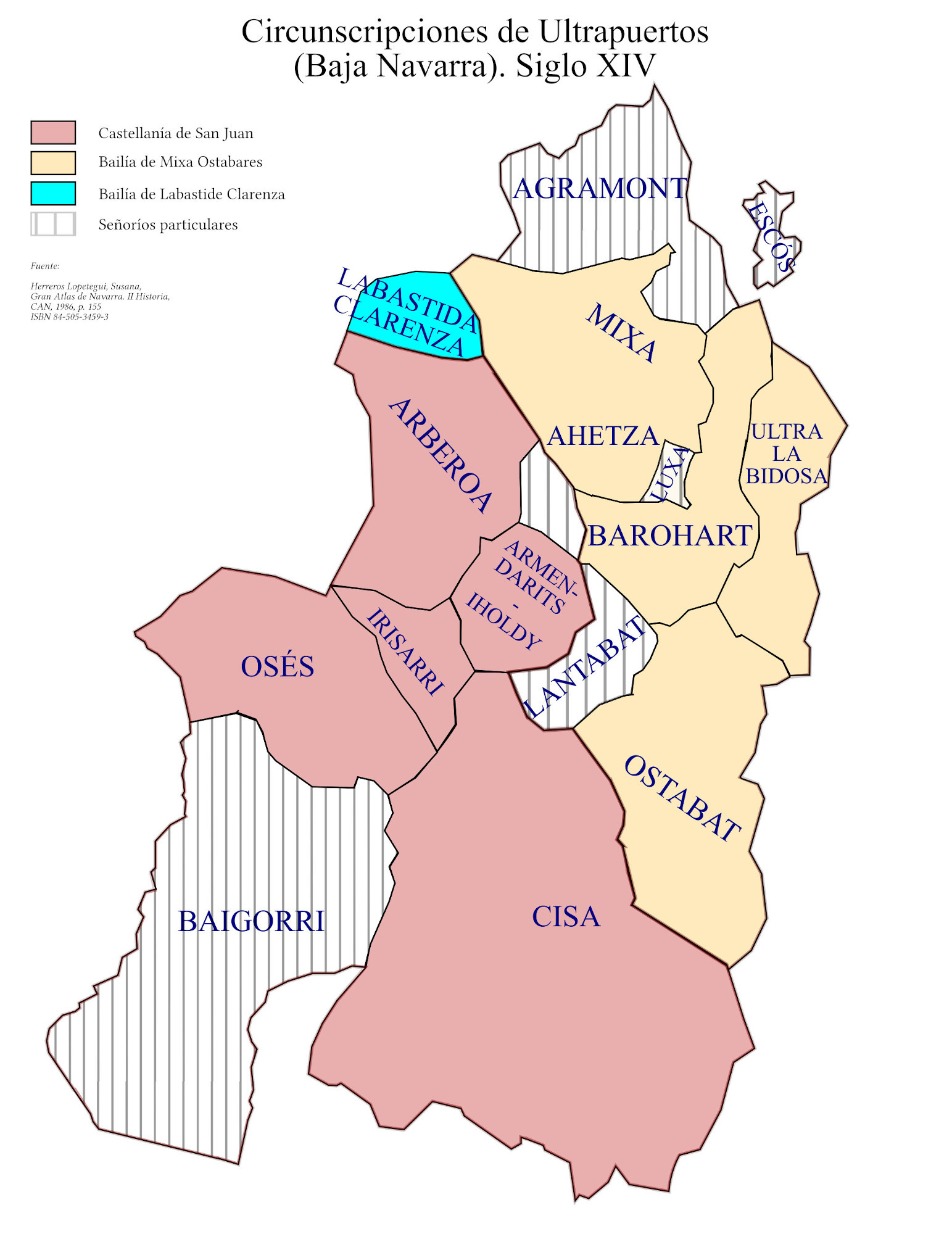
Circunscripciones de Tierras de Ultrapuertos (Baja Navarra) - Siglo XIV

### Localidades
Dentro de la circunscripción llama tierra de Cisa se tenían censadas los siguientes lugares:
| - Ahaxe - Aincille - Ainhice - Alciette - Arneguy - Bancassan - Béhorleguy - Bussunarite - Bustince | - Çaro - Esterençuby - Gamarthe - Huart - Iriberri - Ispoure - Jaxu - Lacarra, - Lecumberry | - Mendive - Mongelos - San Juan Pie de Puerto (capital) - San Juan el Viejo (Saint Jean le Vieux) - Saint Michel - Sarrasquette - Suhescun |

### Ciudad principal
- San Juan Pie de Puerto es la capital.

### Tierras de Ultrapuertos
Dentro de las llamadas Tierras de Ultrapuertos, se distinguían las siguintes comarcas geográficas:
- Señorío de Agramont
- Labastide-Clarence
- Tierra de Mixa
- Tierra de Arberoa y parroquias de Iholdy y Armendarits
- Tierra de Osés y parroquia de Irisarry
- Tierra de Baigorry
- Tierra de Lantabat
- Tierra de Ostabares